# Associazione Calcio Reggiana 1967-1968
Questa voce raccoglie le informazioni riguardanti l'Associazione Calcio Reggiana nelle competizioni ufficiali della stagione 1967-1968.

## La stagione
Nella stagione 1967-1968 la Reggiana disputa il campionato di Serie B, un torneo a 21 squadre con tre promozioni e quattro retrocessioni. Con 45 punti in classifica i granata si piazzano in sesta posizione, mentre salgono in Serie A il Palermo, il Verona ed il Pisa e retrocedono in Serie C il Novara ed il Potenza al termine del torneo, il Messina ed il Venezia dopo gli spareggi salvezza.
I dirigenti reggiani puntano in alto e arrivano: il centravanti Giovanni Fanello dal Catania, dal quale fa ritorno anche il mediano Renzo Fantazzi, e il difensore Roberto Ranzani dalla Spal. Poi vengono acquistati il giovane portiere Lamberto Boranga dalla Fiorentina, a giocarsi il posto con Giancarlo Bertini, mentre dal Mantova viene prelevato Silvio Zanon una mezzala di punta. Dal Guastalla viene trasferito a Reggio il diciassettenne Piergiorgio Negrisolo un difensore che farà molta strada anche in Serie A, dall'Empoli arriva il mediano Giorgio Vignando e torna anche l'ala Mario Tribuzio. Se ne vanno i giovani Alessio Badari al Cagliari e Giovanni Gavazzi e Umberto Strucchi al Catania, mentre Renzo Corni ritorna al Torino. Il Mirabello si rifà il trucco, finalmente il campo reggiano presenta il tappeto erboso dopo gli anni della carbonella. La Reggiana stenta all'inizio, poi sposta Giovanni Fanello all'ala destra e Giorgio Fogar o Giovan Battista Pienti al centro della prima linea dove trova posto anche il promettente Claudio Del Fabbro. Dante Crippa è sempre il punto di riferimento. Dopo la netta vittoria di Catania (4-1) e il pari esterno con la capolista Pisa, la serie A sembra trovare sembianza. Ma la sconfitta di Verona (3-0) del 28 aprile del 1968 e la successiva caduta di Perugia (1-0), mettono la parola fine alle ambizioni di serie A dei granata. In Coppa Italia subito estromessi dal Modena al primo turno.

## Divise
| Prima divisa | Seconda divisa |

## Rosa
| N. |                   | Ruolo | Calciatore         |
| -- | ----------------- | ----- | ------------------ |
|    | Italia (bandiera) | P     | Giancarlo Bertini  |
|    | Italia (bandiera) | D     | Orlando Bertini    |
|    | Italia (bandiera) | P     | Lamberto Boranga   |
|    | Italia (bandiera) | C     | Carlo Chiodi       |
|    | Italia (bandiera) | A     | Dante Crippa       |
|    | Italia (bandiera) | D     | Ubaldo Crippa      |
|    | Italia (bandiera) | A     | Claudio Del Fabbro |
|    | Italia (bandiera) | D     | Romano Donzelli    |
|    | Italia (bandiera) | A     | Giovanni Fanello   |
|    | Italia (bandiera) | C     | Renzo Fantazzi     |
|    | Italia (bandiera) | A     | Giorgio Fogar      |

| N. |                   | Ruolo | Calciatore             |
| -- | ----------------- | ----- | ---------------------- |
|    | Italia (bandiera) | P     | Giuliano Gallesi       |
|    | Italia (bandiera) | D     | Bruno Giorgi           |
|    | Italia (bandiera) | C     | Riccardo Giovanardi    |
|    | Italia (bandiera) | D     | Giampaolo Lampredi     |
|    | Italia (bandiera) | C     | Roberto Mazzanti       |
|    | Italia (bandiera) | C     | Piergiorgio Negrisolo  |
|    | Italia (bandiera) | C     | Giovan Battista Pienti |
|    | Italia (bandiera) | D     | Roberto Ranzani        |
|    | Italia (bandiera) | A     | Mario Tribuzio         |
|    | Italia (bandiera) | C     | Giorgio Vignando       |
|    | Italia (bandiera) | C     | Silvio Zanon           |

## Risultati

### Serie B

#### Girone di andata
| 10 settembre 1967 1ª giornata |  | – Turno di riposo della REGGIANA |  |  |

| Arbitro: | Acernese (Roma) |

|                   |           |                            |
| Farina 85’ (rig.) | Marcatori | 61’ Fogar 83’, 89’ Fanello |

| Arbitro: | Vitullo (Roma) |

|             |           |  |
| La Rosa 60’ | Marcatori |  |

| Arbitro: | Valagussa (Lecco) |

|             |           |                   |
| Fanello 61’ | Marcatori | 72’ (rig.) Florio |

| Arbitro: | Giola (Pisa) |

|                         |           |              |
| Bellinazzi 13’ Neri 23’ | Marcatori | 79’ Vignando |

| Arbitro: | Branzoni (Pavia) |

|              |           |                |
| Mazzanti 45’ | Marcatori | 27’ Traspedini |

| Arbitro: | Marchiori (Padova) |

|           |           |  |
| Fogar 41’ | Marcatori |  |

| Lecco 29 ottobre 1967 8ª giornata | Lecco           | 0 – 0 | Reggiana | Stadio Mario Rigamonti\| Arbitro: \| Acernese (Roma) \| |
| Arbitro:                          | Acernese (Roma) |       |          |                                                         |

| Arbitro: | Possagno (Treviso) |

|                                            |           |  |
| Galletti 13’, 75’ Mujesan 34’ De Nardi 53’ | Marcatori |  |

| Arbitro: | De Marchi (Pordenone) |

|  |           |           |
|  | Marcatori | 61’ Girol |

| Reggio Emilia 19 novembre 1967 11ª giornata | Reggiana          | 0 – 0 | Pisa | Stadio Mirabello\| Arbitro: \| Toselli (Cormons) \| |
| Arbitro:                                    | Toselli (Cormons) |       |      |                                                     |

| Arbitro: | Bigi (Padova) |

|  |           |             |
|  | Marcatori | 36’ Fanello |

| Reggio Emilia 3 dicembre 1967 13ª giornata | Reggiana        | 0 – 0 | Verona | Stadio Mirabello\| Arbitro: \| Lattanzi (Roma) \| |
| Arbitro:                                   | Lattanzi (Roma) |       |        |                                                   |

| Arbitro: | Cimma (Biella) |

|                                           |           |                                  |
| Pienti 29’ Fanello 38’ D. Crippa 64’, 81’ | Marcatori | 9’ Montenovo 72’ (aut.) Fantazzi |

| Arbitro: | Gialluisi (Barletta) |

|                    |           |            |
| Bertini 65’ (aut.) | Marcatori | 37’ Pienti |

| Arbitro: | Caligaris (Alessandria) |

|                       |           |                                 |
| Fanello 24’ Fogar 37’ | Marcatori | 55’ Perucconi 58’ S. Bercellino |

| Arbitro: | Motta (Monza) |

|             |           |            |
| Milanesi 1’ | Marcatori | 73’ Pienti |

| Arbitro: | Possagno (Treviso) |

|                          |           |  |
| Fanello 1’ D. Crippa 41’ | Marcatori |  |

| Padova 14 gennaio 1968 19ª giornata | Padova           | 0 – 0 | Reggiana | Stadio Silvio Appiani\| Arbitro: \| Piantoni (Terni) \| |
| Arbitro:                            | Piantoni (Terni) |       |          |                                                         |

| Arbitro: | Genel (Trieste) |

|                          |           |               |
| D. Crippa 10’ Pienti 80’ | Marcatori | 30’ Gualtieri |

| Arbitro: | Giunti (Arezzo) |

|  |           |             |
|  | Marcatori | 9’ Fantazzi |

#### Girone di ritorno
| 3 febbraio 1968 22ª giornata |  | – Turno di riposo della REGGIANA |  |  |

| Arbitro: | Marengo (Chiavari) |

|             |           |                            |
| Fanello 42’ | Marcatori | 60’, 81’ (rig.) Pellizzaro |

| Reggio Emilia 18 febbraio 1968 24ª giornata | Reggiana          | 0 – 0 | Messina | Stadio Mirabello\| Arbitro: \| Bianchi (Firenze) \| |
| Arbitro:                                    | Bianchi (Firenze) |       |         |                                                     |

| Arbitro: | Picasso (Chiavari) |

|              |           |  |
| Ferrario 43’ | Marcatori |  |

| Arbitro: | Branzoni (Pavia) |

|                                   |           |  |
| Tarantino 31’ (aut.) Fantazzi 61’ | Marcatori |  |

| Arbitro: | Bigi (Padova) |

|           |           |                            |
| Rolla 60’ | Marcatori | 65’ Fanello 87’ Del Fabbro |

| Potenza 17 marzo 1968 28ª giornata | Potenza           | 0 – 0 | Reggiana | Stadio Alfredo Viviani\| Arbitro: \| Vacchini (Milano) \| |
| Arbitro:                           | Vacchini (Milano) |       |          |                                                           |

| Reggio Emilia 24 marzo 1968 29ª giornata | Reggiana         | 0 – 0 | Lecco | Stadio Mirabello\| Arbitro: \| Di Tonno (Lecce) \| |
| Arbitro:                                 | Di Tonno (Lecce) |       |       |                                                    |

| Arbitro: | Gonella (Torino) |

|                      |           |  |
| D. Crippa 55’ (rig.) | Marcatori |  |

| Arbitro: | Sgherri (Grosseto) |

|              |           |                                                |
| Trombini 82’ | Marcatori | 17’ (rig.) D. Crippa 35’, 50’ Pienti 63’ Zanon |

| Pisa 14 aprile 1968 32ª giornata | Pisa           | 0 – 0 | Reggiana | Stadio Arena Garibaldi\| Arbitro: \| Pieroni (Roma) \| |
| Arbitro:                         | Pieroni (Roma) |       |          |                                                        |

| Arbitro: | Trono (Torino) |

|                                   |           |  |
| Mazzanti 54’ D. Crippa 62’ (rig.) | Marcatori |  |

| Arbitro: | Sbardella (Roma) |

|                     |           |  |
| Nuti 2’ Bui 6’, 37’ | Marcatori |  |

| Arbitro: | Motta (Monza) |

|               |           |  |
| Grossetti 36’ | Marcatori |  |

| Arbitro: | De Robbio (Torre Annunziata) |

|                                  |           |                      |
| Ranzani 31’ D. Crippa 86’ (rig.) | Marcatori | 84’ (rig.) Locatelli |

| Arbitro: | Bigi (Padova) |

|          |           |  |
| Nova 63’ | Marcatori |  |

| Reggio Emilia 26 maggio 1968 38ª giornata | Reggiana          | 0 – 0 | Novara | Stadio Mirabello\| Arbitro: \| Vacchini (Milano) \| |
| Arbitro:                                  | Vacchini (Milano) |       |        |                                                     |

| Arbitro: | Gonella (Torino) |

|             |           |  |
| Braglia 18’ | Marcatori |  |

| Arbitro: | Gialluisi (Barletta) |

|                                     |           |  |
| D. Crippa 30’ (rig.) Del Fabbro 85’ | Marcatori |  |

| Arbitro: | Valagussa (Lecco) |

|           |           |                      |
| Cella 27’ | Marcatori | 82’ (rig.) D. Crippa |

| Arbitro: | Cantelli (Firenze) |

|                                |           |           |
| Fanello 6’, 25’ Del Fabbro 14’ | Marcatori | 86’ Soldo |

### Coppa Italia
| Arbitro: | Giola (Pisa) |

|                                   |           |                          |
| Damiano 65’ Toro 72’ Braglia 115’ | Marcatori | 58’ Pienti 72’ D. Crippa |

## Statistiche

### Statistiche di squadra
| Competizione | Punti | In casa | In casa | In casa | In casa | In casa | In casa | In trasferta | In trasferta | In trasferta | In trasferta | In trasferta | In trasferta | Totale | Totale | Totale | Totale | Totale | Totale | DR |
| Competizione | Punti | G       | V       | N       | P       | Gf      | Gs      | G            | V            | N            | P            | Gf           | Gs           | G      | V      | N      | P      | Gf     | Gs     | DR |
| ------------ | ----- | ------- | ------- | ------- | ------- | ------- | ------- | ------------ | ------------ | ------------ | ------------ | ------------ | ------------ | ------ | ------ | ------ | ------ | ------ | ------ | -- |
| Serie B      | 45    | 20      | 10      | 8       | 2       | 26      | 12      | 20           | 5            | 7            | 8            | 15           | 20           | 40     | 15     | 15     | 10     | 41     | 32     | +9 |
| Coppa Italia |       | -       | -       | -       | -       | -       | -       | 1            | 0            | 0            | 1            | 2            | 3            | 1      | 0      | 0      | 1      | 2      | 3      | -1 |
| Totale       |       | 20      | 10      | 8       | 2       | 26      | 12      | 21           | 5            | 7            | 9            | 17           | 23           | 41     | 15     | 15     | 11     | 43     | 35     | +8 |

### Statistiche dei giocatori
| Giocatore     | Serie B  | Serie B | Coppa Italia | Coppa Italia | Totale   | Totale |
| Giocatore     | Presenze | Reti    | Presenze     | Reti         | Presenze | Reti   |
| ------------- | -------- | ------- | ------------ | ------------ | -------- | ------ |
| G. Bertini    | 22       | -16     | ?            | ?            | 22+      | -16+   |
| O. Bertini    | 38       | 0       | ?            | ?            | 38+      | 0+     |
| L. Boranga    | 20       | -15     | ?            | ?            | 20+      | -15+   |
| C. Chiodi     | 2        | 0       | ?            | ?            | 2+       | 0+     |
| D. Crippa     | 34       | 10      | ?            | ?            | 34+      | 10+    |
| U. Crippa     | 7        | 0       | ?            | ?            | 7+       | 0+     |
| C. Del Fabbro | 9        | 3       | ?            | ?            | 9+       | 3+     |
| R. Donzelli   | 5        | 0       | ?            | ?            | 5+       | 0+     |
| G. Fanello    | 40       | 11      | ?            | ?            | 40+      | 11+    |
| R. Fantazzi   | 31       | 2       | ?            | ?            | 31+      | 2+     |
| G. Fogar      | 28       | 3       | ?            | ?            | 28+      | 3+     |
| G. Gallesi    | 1        | -1      | ?            | ?            | 1+       | -1+    |
| B. Giorgi     | 39       | 0       | ?            | ?            | 39+      | 0+     |
| R. Giovanardi | 7        | 0       | ?            | ?            | 7+       | 0+     |
| G. Lampredi   | 11       | 0       | ?            | ?            | 11+      | 0+     |
| R. Mazzanti   | 34       | 2       | ?            | ?            | 34+      | 2+     |
| P. Negrisolo  | 16       | 0       | ?            | ?            | 16+      | 0+     |
| G.B. Pienti   | 26       | 6       | ?            | ?            | 26+      | 6+     |
| R. Ranzani    | 26       | 1       | ?            | ?            | 26+      | 1+     |
| M. Tribuzio   | 6        | 0       | ?            | ?            | 6+       | 0+     |
| G. Vignando   | 22       | 1       | ?            | ?            | 22+      | 1+     |
| S. Zanon      | 19       | 1       | ?            | ?            | 19+      | 1+     |